# Brookside, Alabama
Brookside là một thị trấn thuộc quận Jefferson, tiểu bang Alabama, Hoa Kỳ. Dân số năm 2009 là 1337 người, mật độ đạt 81 người/km².